# Nia Coffey
Pour les articles homonymes, voir Coffey.
Nia Coffey est une joueuse de basket-ball américaine, née le 11 juin 1995 à Saint Paul, dans le Minnesota.

## Biographie
Le basket-ball est très présent dans sa famille puisque son père Richard a joué une saison en NBA pour les Timberwolves du Minnesota, son frère Amir aux Clippers de Los Angeles et sa sœur Sydney au Marist College.
Draftée en 5e position par les Stars de San Antonio lors de la draft WNBA 2017 elle joue deux saisons pour la franchise, en incluant celle où les Stars sont relocalisés à Las Vegas. Le 10 avril 2019, elle est transférée au Dream d'Atlanta, puis le 19 février 2020, elle est transférée au Mercury de Phoenix dans une transaction incluant plusieurs franchises.
Elle joue également à l'étranger. En 2017-2018, elle joue en Israël, avec le club du Maccabi Bnot Ashdod,, puis en Pologne pour Gdynia, en Australie pour l'Adelaide Lightning et en Turquie pour Çukurova BK Mersin.
En avril 2020, elle s'engage avec le club français de Lattes-Montpellier, évoluant en LFB, mais n'y joue pas à cause de l'annulation de la fin de la saison.
Durant l'été 2021, elle rejoint les Flammes Carolo.